# Baleine à bec de Gervais
Mesoplodon europaeus
Espèce
Synonymes
- Mesoplodon gervaisi (Deslongchamps, 1866)

Statut de conservation UICN

 DD  : Données insuffisantes
Statut CITES
La baleine à bec de Gervais (Mesoplodon europaeus) est une espèce de cétacés de la famille des Ziphiidae.